# Приказа, Данила
Данила Приказа — российский боец смешанного стиля (ММА), представитель полусредней весовой категории. Выступает на профессиональном уровне с 2013 года. Действующий чемпион Open FC в полусреднем весе.

## Спортивные достижения

### Смешанные единоборства
- Open FC
  - Чемпион Open Fighting Championship в полусреднем весе (77 кг).

## Статистика ММА
| Боёв 20  | Побед 15 | Поражений 3 |
| -------- | -------- | ----------- |
| Нокаутом | 10       | 1           |
| Сдачей   | 2        | 0           |
| Решением | 3        | 2           |
| Ничьи    | 2        | 2           |

| Результат | Рекорд | Соперник                 | Способ                                                   | Турнир                                                             | Дата            | Раунд | Время | Место                   | Примечание                                         |
| --------- | ------ | ------------------------ | -------------------------------------------------------- | ------------------------------------------------------------------ | --------------- | ----- | ----- | ----------------------- | -------------------------------------------------- |
| Победа    | 15-3-2 | Максим Грабович          | Техническим нокаутом (удары)                             | Open FC 5: Давлатмуродов - Сильва                                  | 12 июня 2021    | 1     | 3:31  | Самара, Россия          | Бой за звание чемпиона Open FC в полусреднем весе. |
| Победа    | 14-3-2 | Нодар Кудухашвили        | Техническим нокаутом (удары)                             | OFC 2 Open Fighting Championship 2                                 | 20 февраля 2021 | 2     | 0:48  | Самара, Россия          |                                                    |
| Победа    | 13-3-2 | Хасейн Даудов            | Техническим нокаутом (удар коленом в прыжке и добивание) | GFC 29 Gorilla Fighting 29                                         | 16 октября 2020 | 2     | 2:30  | Самара, Россия          |                                                    |
| Ничья     | 12-3-2 | Исатей Темиров           | Ничья раздельным решением                                | M-1 Challenge 105: Реттингхауз - Морозов                           | 19 октября 2019 | 3     | 5:00  | Астана, Казахстан       |                                                    |
| Победа    | 12-3-1 | Педро Мендонка           | Техническим нокаутом (удары)                             | Fightspirit Championship 9 Military Glory Grand Prix 2019 - Finals | 7 сентября 2019 | 1     | 1:14  | Колпино, Россия         |                                                    |
| Поражение | 11-3-1 | Шавкат Рахмонов          | Техническим нокаутом (удары)                             | M-1 Challenge 101 Prikaza vs. Rakhmonov                            | 30 марта 2019   | 2     | 2:20  | Алматы, Казахстан       |                                                    |
| Победа    | 11-2-1 | Эдуардо Рамон            | Техническим нокаутом                                     | M-1 Challenge Battle in Atyrau                                     | 15 декабря 2018 | 2     | 4:06  | Атырау, Казахстан       |                                                    |
| Победа    | 10-2-1 | Хоилтон Латтербах        | Решением (единогласным)                                  | M-1 Challenge 92 Kharitonov vs. Vyazigin                           | 24 мая 2018     | 3     | 5:00  | Санкт-Петербург, Россия |                                                    |
| Победа    | 9-2-1  | Андресон де Кейроз Диниз | Нокаутом (удары)                                         | M-1 Challenge 87 Silander vs. Ashimov                              | 9 февраля 2018  | 1     | 1:37  | Санкт-Петербург, Россия |                                                    |
| Победа    | 8-2-1  | Ахмед-Хан Оздоев         | Решением (единогласным)                                  | M-1 Challenge 84 20 Years of MMA                                   | 27 октября 2017 | 3     | 5:00  | Санкт-Петербург, Россия |                                                    |
| Победа    | 7-2-1  | Кадиньо Топаз            | Техническим нокаутом (удары)                             | Fightspirit Championship 7 Prikaza vs. Dos Santos                  | 3 сентября 2017 | 1     | 0:31  | Санкт-Петербург, Россия |                                                    |
| Поражение | 6-2-1  | Темирлан Шарипов         | Решением (большинством судейских голосов)                | M-1 Challenge 79 Shlemenko vs. Halsey 2                            | 1 июня 2017     | 3     | 5:00  | Санкт-Петербург, Россия |                                                    |
| Победа    | 6-1-1  | Максим Мельник           | Техническим сабмишном (удушение сзади)                   | M-1 Challenge 75 Shlemenko vs. Bradley                             | 3 марта 2017    | 1     | 1:54  | Москва, Россия          |                                                    |
| Победа    | 5-1-1  | Ивица Трусчек            | Решением (раздельным)                                    | M-1 Challenge 72 Kunchenko vs. Abdulaev 2                          | 18 ноября 2016  | 3     | 5:00  | Москва, Россия          |                                                    |
| Победа    | 4-1-1  | Жан Пьерр Амба Мволо     | Техническим нокаутом (удары)                             | Fightspirit Championship 6 Horwich vs. Vasilevsky                  | 4 сентября 2016 | 1     | 3:21  | Санкт-Петербург, Россия |                                                    |
| Поражение | 3-1-1  | Максим Грабович          | Решением (единогласным)                                  | M-1 Challenge 68 - Shlemenko vs. Vasilevsky 2                      | 16 июня 2016    | 3     | 5:00  | Санкт-Петербург, Россия |                                                    |
| Победа    | 3-0-1  | Манаф Дамирли            | Техническим нокаутом (удары)                             | M-1 Challenge 65 - Emeev vs. Falcao                                | 8 апреля 2016   | 1     | 4:35  | Санкт-Петербург, Россия |                                                    |
| Победа    | 2-0-1  | Артем Шокало             | Техническим нокаутом (удары)                             | M-1 Challenge 63 - Puetz vs. Nemkov 2                              | 4 декабря 2015  | 1     | 2:15  | Санкт-Петербург, Россия |                                                    |
| Ничья     | 1-0-1  | Магомед Исаев            | Ничья (большинством судейских голосов)                   | EFN - Fight Nights Petersburg                                      | 23 октября 2015 | 2     | 5:00  | Санкт-Петербург, Россия |                                                    |
| Победа    | 1-0    | Дмитрий Трофимов         | Сабмишном (удушение треугольником)                       | Coliseum FC - My Gotovy                                            | 16 мая 2013     | 1     | 3:20  | Санкт-Петербург, Россия | Дебют в проф. ММА                                  |